# Adam Lambert
Adam Mitchel Lambert (n. 29 ianuarie 1982, Indianapolis, Indiana) este un cântăreț, compozitor și actor american, devenit cunoscut datorită participării la concursul de talent American Idol, unde s-a clasat pe locul doi. În 2014 Lambert a început un turneu alături de formația Queen.

## Carieră
În mai 2009 acesta a fost finalist la a opta ediție a concursului American Idol.
În noiembrie 2009 a lansat albumul de debut „For Your Entertainment”. Albumul a ajuns pe locul 3 în Billboard 200 în decembrie același an. În Statele Unite s-au vândut 198 000 de copii în prima săptămână.
Adam Lambert a avut primul concert solo în 27 februarie 2010 la Fantasy Springs Resort Casino în Indio, California. Va susține un turneu în Statele Unite ale Americii în vara lui 2010 împreună cu Allison Iraheta și Orianthi. Este și compozitor.
În prezent, Adam Lambert pregătește un nou album, după ce în mai 2012 a ajuns pe primele locuri în topuri cu albumul său "Trespassing".

## Viață personală
Adam a realizat încă din copilărie faptul că vrea să fie un artist complet. După mai mulți ani în care s-a antrenat în domeniul teatrului muzical și a fost plecat în turneu jucând în musicalul de pe Broadway, "Wicked", el spune că i-a dat seama că vrea mai mult. Așa că a decis să facă următorul pas pentru a-și împlini visul și a participat la audițiile pentru "American Idol", cel mai vizionat show TV din America.
Adam a atras atenția încă din primele episoade ale sezonului 8. Atât juriul cât și publicul au remarcat la început doar machiajul negru din jurul ochilor, coafurile excentrice și alegerile vestimentare îndrăznețe, dar Adam era mai mult de atât. Vocea puternică și interpretarea unică a unor cântece populare au făcut din el unul dintre favoriți. Chiar și cel mai dur membru al juriului, Simon Cowell, i-a spus că este un star.
Spre surprinderea multora, Adam a ieșit pe locul doi în finala din mai 2009, pierzând în fața lui Kris Allen, însă acest lucru nu i-a oprit ascensiunea. După anunțarea rezultatelor, revista People l-a numit pe Adam "cel mai sexy rocker", iar revista Rolling Stone l-a avut pe copertă. Apoi, el a lansat și mult așteptatul său album de debut, "For Your Entertainment".
În luna noiembrie a anului trecut, notorietatea lui Adam a cunoscut o mare ascensiune. În timpul recitalului de la American Music Awards 2009, rockerul a șocat audiența, dansând provocator și sărutându-se pe scenă cu un chitarist. După trecutul său atât de marcat de orientarea sexuală, mai multe canale au anulat aparițiile televizate ale lui Adam.

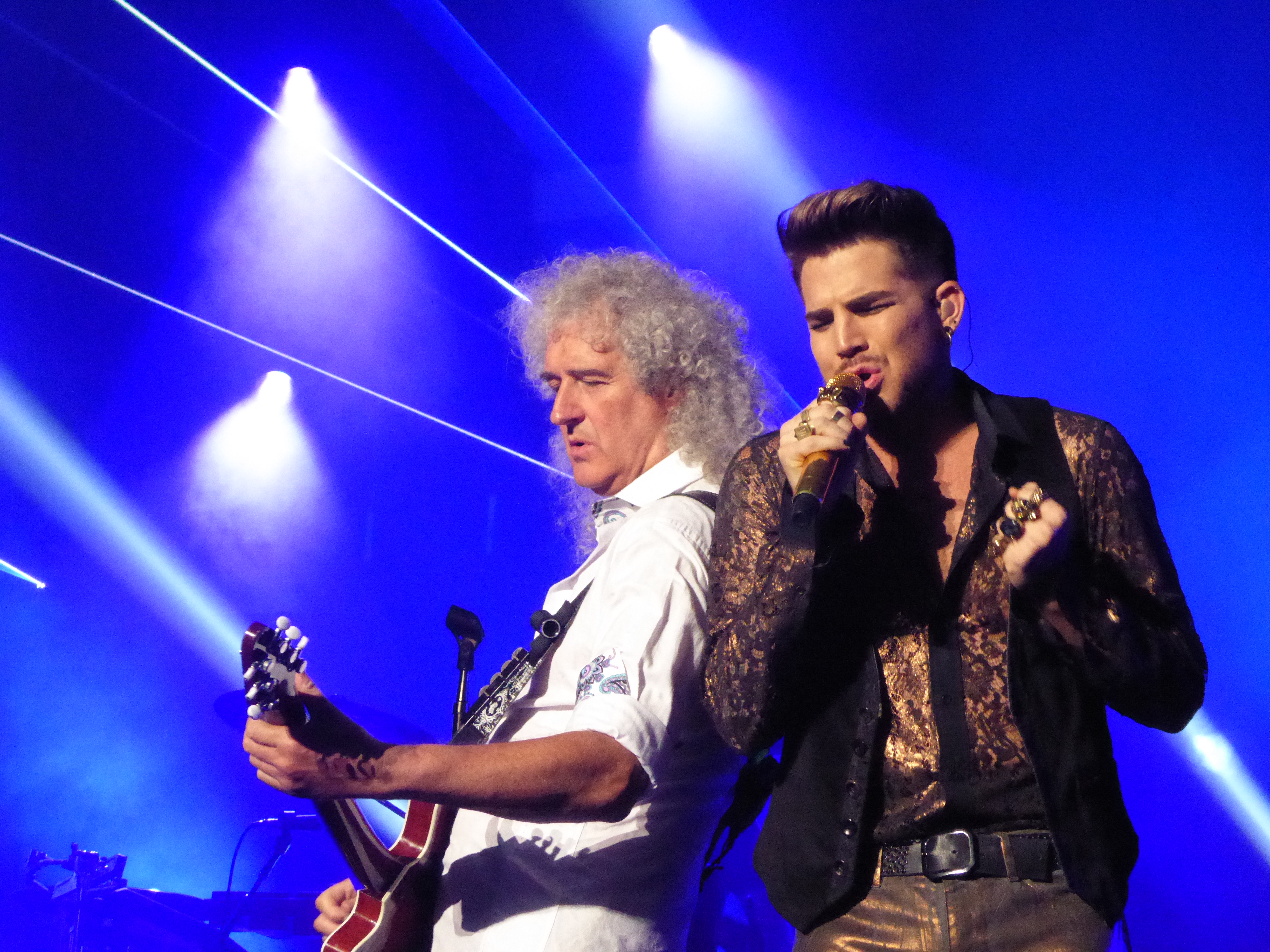
Lambert alaturi de Brian May in timpul unui concert Queen + Adam Lambert din 2014

El spune că nu a fost ceva intenționat, ci doar s-a lăsat dus de muzică. Legat de acest incident, Adam Lambert nu are regrete. "Ei, poate aș fi cântat puțin mai bine", glumește el. Dacă ar trebui, rockerul spune că ar repeta figura. Sărutul l-ar face mai întâi la repetiții, pentru a le oferi celor de la canalul ABC șansa de a decide dacă vor sau nu să difuzeze așa ceva.
De când a pășit prima oară pe scena de la "American Idol", viața lui Adam s-a schimbat în multe privințe. El spune că cea mai mare diferență este nivelul de notorietate. Oricât ar încerca să petreacă o zi obișnuită, însă pentru că nu mai este un anonim, nu are cum. Fără falsa modestie, Adam spune că îi place acest lucru, când oamenii îl abordează pe stradă, îl salută și îi spun cât de mult îi apreciază muzica.
La sfârșitul anului trecut rockerul a trecut printr-o periadă mai grea, tocmai datorită faimei pe care a căpătat-o. Lua totul prea în serios, până când și-a zis că trebuie să înceteze. "Pe măsură ce mă apropiam de sfârșitul anului, mi-am dat seama că asta e o ocazie pe care o ai o dată în viață. Trebuie să mă bucur de această perioadă. Mi-am împlinit visul", spune Adam.
Cu banii pe care i-a câștigat din muzică i-a cumpărat mamei sale o casă în Los Angeles iar el se bucură de stabilitatea financiară pe care a câștigat-o, închiriind un apartament. Pe ce îi place unui personaj atât de controversat să își cheltuie banii? Pe haine excentrice, desigur. Adam fuge de tot ce poate fi încadrat în categoria "banal".

## Lista de Premii
- China's Huading Music Awards
- Chinese Music Awards
- CMA Wild and Young Awards
- Do Something Awards
- Emma Awards
- Flecking Records Awards
- Fonogram- Hungarian Music Awards
- GLAAD Media Awards
- Grammy Awards
- Mashable Awards
- MuchMusic Video Awards
- NewNowNext Awards
- O Music Awards
- People's Choice Awards

| An   | Adresant     | Premiul                  | Rezultat    |
| ---- | ------------ | ------------------------ | ----------- |
| 2010 | Adam Lambert | Break-Out Musical Artist | Nominalizat |

- Teen Choice Awards

| An   | Adresant                       | Premiul                          | Rezultat    |
| ---- | ------------------------------ | -------------------------------- | ----------- |
| 2009 | Adam Lambert                   | Choice Male Reality/Variety Star | câștigat    |
| 2009 | American Idols LIVE! Tour 2009 | Choice Summer Tour               | Nominalizat |
| 2009 | Adam Lambert                   | Choice Red Carpet Icon – Male    | Nominalizat |
| 2010 | Adam Lambert                   | Choice Music: Male Artist        | Nominalizat |

- World Music Awards

| An   | Adresant     | Premiul                         | Rezultat    |
| ---- | ------------ | ------------------------------- | ----------- |
| 2014 | Adam Lambert | World's Best Male Artist        | Nominalizat |
| 2014 | Adam Lambert | World's Entertainer of the Year | Nominalizat |
| 2014 | Adam Lambert | World's Best Live Act           | Nominalizat |

- Young Hollywood Awards

| An   | Adresant     | Premiul            | Rezultat |
| ---- | ------------ | ------------------ | -------- |
| 2009 | Adam Lambert | Artist of the year | câștigat |

- Billboard Japan Music Awards

| An   | Adresant     | Premiul        | Rezultat    |
| ---- | ------------ | -------------- | ----------- |
| 2010 | Adam Lambert | Top Pop Artist | Nominalizat |

- BMI Music Awards

| An   | Adresant               | Premiul             | Rezultat |
| ---- | ---------------------- | ------------------- | -------- |
| 2011 | "Whataya Want From Me" | Award-Winning Songs | câștigat |

- Bravo Otto Awards

| An   | Adresant     | Premiul                        | Rezultat    |
| ---- | ------------ | ------------------------------ | ----------- |
| 2011 | Adam Lambert | Best International Male Artist | Nominalizat |
| 2013 | Adam Lambert | Best International Male Artist | Nominalizat |

## Discografie
Albume
- For Your Entertainment (2009)
- Trespassing (2012)
- The Original High (2015)

## Turnee
- American Idols LIVE! Tour 2009 (2009)
- Glam Nation Tour (2010)
- We Are Glamily Tour (2013)
- Queen + Adam Lambert Tour (2014-2015)

## Filmografie
| An          | Titlu                             | Rol                             | Note                                                            |
| ----------- | --------------------------------- | ------------------------------- | --------------------------------------------------------------- |
| 2006        | The Ten Commandments: The Musical | Joshua                          | Debutul în film                                                 |
| 2009 - 2010 | American Idol                     | El însuși (contestant & mentor) | Sezonul 8, locul 2; Sezonul 9, Episodul "Top 9 – Elvis Presley" |
| 2011        | Project Runway                    | El însuși (jurat invitat)       | Episodul "Image is Everything"                                  |
| 2011        | Majors & Minors                   | El însuși (mentor)              | 2 episoade                                                      |
| 2012        | Pretty Little Liars               | El însuși                       | Episodul "This Is a Dark Ride"                                  |
| 2012        | VH1 Divas                         | El însuși (gazdă, performer)    |                                                                 |
| 2013 - 2014 | Glee                              | Elliot "Starchild" Gilbert      | 5 episoade                                                      |
| 2014        | American Idol                     | El însuși (mentor)              | Sezonul 13, "Boot Camp"                                         |
| 2014        | RuPaul's Drag Race                | El însuși (Mentor invitat)      | Sezonul 6, Premieră                                             |
| 2015        | American Idol                     | El însuși (Jurat invitat)       | Sezonul 14, Long Island auditions                               |